# Synema flavipes
Synema flavipes är en spindelart som beskrevs av Dahl 1907. Synema flavipes ingår i släktet Synema och familjen krabbspindlar.
Artens utbredningsområde är Togo. Inga underarter finns listade i Catalogue of Life.